# クレウ・カサス
クレウ・カサス・イ・シカルト（Creu Casas i Sicart, 女性, 1913年4月26日 - 2007年5月20日）は、スペイン・バルセロナ出身の生物学者・植物学者。バルセロナ大学・バルセロナ自治大学植物学教授。

## 経歴
1913年4月26日にバルセロナのオルタ地区に生まれた。カサスの父親は自然や植物学を愛する園芸家だった。実業家のラファエル・パチョットのおかげで、カサスは1931年からバルセロナ大学で薬学を学ぶことができた。パチョットは1930年代後半のスペイン内戦時にはスイスに亡命している。植物学者のピウス・フォント・イ・ケールに師事し、1936年にバルセロナ大学を卒業した。
1937年からは薬剤師として働いていたが、スペイン内戦終結後も植物や植物学者との接触を断つことはなかった。1947年にはバルセロナ大学薬学部に付属する植物学研究所の研究員となり、植物学者のタウリーノ・マリアーノ・ロサの下で働いた。1967年にはバルセロナ大学生物学部で植物学の教授となり、1971年には新設されたバルセロナ自治大学で植物学部長となった。1983年にはバルセロナ自治大学の名誉教授となり、1989年にはスペイン蘚苔学会の初代会長となった。カサスはその生涯でカタルーニャ地方とヨーロッパのコケ植物の大規模な目録化に取り組んだ。
1978年にカタルーニャ研究院の会員となった。また母校のバルセロナ大学とバルセロナ自治大学で教鞭をとった。2001年（第1巻）と2004年（第2巻）には『Flora dels Briòfits dels Països Catalans』（カタルーニャ地方のコケ植物）を、2006年には『』（イベリア半島とバレアレス諸島のコケ植物ハンドブック）を著している。

## 著書
- 2001-2004 『Flora dels Briòfits dels Països Catalans』
- 2006 『Handbook of mosses of the Iberian Peninsula and the Balearic Islands』